# 灰叶草素
灰叶草素（也称为羟基鱼藤素）是一种有机化合物，分子式C23H22O7，属于鱼藤酮类化合物，比鱼藤素多一个7α位的羟基，存在于灰毛豆（Tephrosia purpurea）、威氏鐵富豆（Tephrosia vogelii）等植物的叶和种子中。